# Acacia petersiana
Acacia petersiana é uma espécie de leguminosa do gênero Acacia, pertencente à família Fabaceae.